# Runo Sundberg
John Runo Ingemar Sundberg, född 8 april 1929 i Skövde församling i dåvarande Skaraborgs län, är en svensk skådespelare och komiker.

## Biografi
Mest känd är Sundberg för monologen om Lanthandlar'n, en humorklassiker som gavs ut på grammofonskiva 1969.
Förutom egna revyer i Skövde har han spelat hos Hagge Geigert i Göteborg, Tjadden Hällström i Norrköping och hos Gösta Bernhard i Stockholm. Många känner igen hans röst från barnserien Skrot-Nisse och hans vänner. Han har även medverkat i flera omgångar av TV-serien Hem till byn där han spelade sjukpensionären Börjesson.
På senare år har han medverkat i Radio Skaraborg med kåserier under rubriken Farfars funderingar.
Flera av Sundbergs monologer och sånger finns utgivna på grammofonskivor.
Han var från 1950 gift med Inger Karin Margareta Sundberg (1929–1985).

## Filmografi
- 1960 – Fly mig en greve
- 1962 – En nolla för mycket
- 1966 – Trettio pinnar muck
- 1985 – Skrotnisse och hans vänner
- 1988 – Vargens tid
- 1989 – 1939
- 1995–2006 – Hem till byn (TV-serie) (till 2006)

## Teater

### Roller (ej komplett)
| År   | Roll        | Produktion                                                   | Regi                        | Teater        |
| ---- | ----------- | ------------------------------------------------------------ | --------------------------- | ------------- |
| 1961 | Medverkande | Crazy på burk, revy Stig Bergendorff och Gösta Bernhard      | Gösta Bernhard              | Casinoteatern |
| 1961 | Medverkande | TV-revyn 16 tummar, revy Stig Bergendorff och Gösta Bernhard | Gösta Bernhard Sven Paddock | Casinoteatern |